# Long Point (udde i Sydgeorgien och Sydsandwichöarna)
Long Point är en udde i Sydgeorgien och Sydsandwichöarna (Storbritannien). Den ligger i den nordvästra delen av Sydgeorgien och Sydsandwichöarna.
Terrängen inåt land är kuperad. Havet är nära Long Point åt nordost.  Det finns inga samhällen i närheten. Trakten runt Long Point består i huvudsak av gräsmarker.